# Persone di nome Arrigo
| Questa pagina contiene informazioni ricavate automaticamente dalle voci biografiche con l'ausilio del template Bio e di un bot. L'aggiornamento è periodico e automatico e ricostruisce completamente la pagina. Se manca una persona in questa lista, sei pregato di non aggiungerla, ma accertati piuttosto che la sua voce biografica contenga il template Bio e che i dati anagrafici siano correttamente compilati. Se il template Bio manca, inseriscilo tu stesso o, in alternativa, metti l'avviso {{tmp\|Bio}} che ne segnala la mancanza. Se i dati riportati sono sbagliati, correggi direttamente la voce biografica; le modifiche saranno visibili in questa lista entro pochi giorni. Per chiarimenti vedi il progetto antroponimi. La lista contiene solo le 81 persone che sono citate nell'enciclopedia e per le quali è stato implementato correttamente il template Bio. Pagina aggiornata al 23 mag 2025. |

Questa è una lista di persone presenti nell'enciclopedia che hanno il nome Arrigo, suddivise per attività principale.

## Allenatori di calcio(2)
- Arrigo Morselli, allenatore di calcio e calciatore italiano (Modena, n. 1911 - Sanremo, † 1977)
- Arrigo Sacchi, allenatore di calcio, dirigente sportivo e opinionista italiano (Fusignano, n. 1946)

## Ammiragli(1)
- Arrigo De Mari, ammiraglio italiano

## Architetti(1)
- Arrigo Arrighetti, architetto e urbanista italiano (Milano, n. 1922 - Siziano, † 1989)

## Arcivescovi cattolici(1)
- Arrigo Pintonello, arcivescovo cattolico italiano (Rivale di Pianiga, n. 1908 - Pomezia, † 2001)

## Artisti(1)
- Arrigo Lora Totino, artista e poeta italiano (Torino, n. 1928 - Torino, † 2016)

## Assassini seriali(1)
- Arrigo Candela, serial killer italiano (Baldissero Canavese, n. 1956 - Bretagna, † 2007)

## Attori(1)
- Arrigo Lucchini, attore italiano (Bologna, n. 1916 - Bologna, † 1984)

## Aviatori(1)
- Arrigo Tessari, aviatore e generale italiano (Belluno, n. 1897 - Belluno, † 1971)

## Avvocati(1)
- Arrigo Cairo, avvocato e politico italiano (Codogno, n. 1894 - † 1959)

## Beati(1)
- Arrigo da Bolzano, beato italiano (Bolzano - Treviso, † 1315)

## Calciatori(8)
- Arrigo Benussi, calciatore italiano (Monfalcone, n. 1921 - Monfalcone, † 2013)
- Arrigo Bernardi, ex calciatore belga (n. 1950)
- Arrigo Bertacchini, calciatore italiano (Guarda Ferrarese)
- Arrigo Bigi, calciatore italiano (Modena, n. 1900)
- Arrigo Dolso, calciatore italiano (San Daniele del Friuli, n. 1946 - Milano, † 2015)
- Arrigo Fibbi, calciatore italiano (Milano, n. 1913 - Voghera, † 1994)
- Arrigo Gradi, calciatore italiano (Bologna, n. 1887 - Lugano, † 1969)
- Arrigo Tognotti, calciatore italiano (La Spezia)

## Canottieri(1)
- Arrigo Menicocci, canottiere italiano (Ariccia, n. 1933 - Melbourne, † 1956)

## Cantanti(1)
- Ghigo Agosti, cantante, compositore e musicista italiano (Milano, n. 1936 - Castana, † 2024)

## Cardinali(1)
- Arrigo Miglio, cardinale e arcivescovo cattolico italiano (San Giorgio Canavese, n. 1942)

## Cestisti(1)
- Arrigo Muggiani, cestista, allenatore di pallacanestro e dirigente sportivo italiano (Milano, n. 1889 - Milano, † 1973)

## Ciclisti su strada(1)
- Arrigo Padovan, ciclista su strada italiano (Castelbaldo, n. 1927 - Masi, † 2025)

## Dirigenti d'azienda(1)
- Arrigo Olivetti, dirigente d'azienda e politico italiano (Biella, n. 1889 - Ivrea, † 1977)

## Dirigenti sportivi(1)
- Arrigo Gattai, dirigente sportivo italiano (Milano, n. 1928 - Milano, † 2012)

## Economisti(1)
- Arrigo Serpieri, economista, politico e agronomo italiano (Bologna, n. 1877 - Firenze, † 1960)

## Editori(1)
- Arrigo Lampugnani Nigri, editore italiano (Milano, n. 1932)

## Fisici(1)
- Arrigo Finzi, fisico italiano (Milano, n. 1917 - Haifa, † 2012)

## Flautisti(1)
- Arrigo Tassinari, flautista italiano (Cento, n. 1889 - Roma, † 1988)

## Fondisti(1)
- Arrigo Delladio, fondista italiano (n. 1928 - Cavalese, † 2015)

## Geografi(1)
- Arrigo Lorenzi, geografo italiano (Udine, n. 1874 - Padova, † 1948)

## Giornalisti(6)
- Arrigo Benedetti, giornalista, scrittore e partigiano italiano (Lucca, n. 1910 - Roma, † 1976)
- Arrigo Cajumi, giornalista, scrittore e critico letterario italiano (Torino, n. 1899 - Milano, † 1955)
- Arrigo Jacchia, giornalista italiano (Lugo, n. 1891 - Roma, † 1963)
- Arrigo Levi, giornalista, scrittore e conduttore televisivo italiano (Modena, n. 1926 - Roma, † 2020)
- Arrigo Petacco, giornalista, storico e sceneggiatore italiano (Castelnuovo Magra, n. 1929 - Portovenere, † 2018)
- Arrigo Polillo, giornalista e critico musicale italiano (Pavullo nel Frignano, n. 1919 - Milano, † 1984)

## Giuristi(1)
- Arrigo Cavaglieri, giurista italiano (Rovigo, n. 1880 - Roma, † 1935)

## Imprenditori(1)
- Arrigo Cipriani, imprenditore e scrittore italiano (Verona, n. 1932)

## Ingegneri(1)
- Arrigo Vallatta, ingegnere italiano (Milano, n. 1930 - Milano, † 2001)

## Insegnanti(1)
- Arrigo Levasti, insegnante italiano (Modena, n. 1886 - Firenze, † 1973)

## Medici(1)
- Arrigo Tamassia, medico italiano (Poggio Rusco, n. 1848 - Padova, † 1917)

## Militari(4)
- Arrigo Caterino Davila, militare, scrittore e storico italiano (Piove di Sacco, n. 1576 - San Michele Extra, † 1631)
- Arrigo Guerci, militare, aviatore e partigiano italiano (Cuneo, n. 1920 - Nizza, † 1944)
- Arrigo Lorenzo Osti, militare e ufficiale italiano (Mantova, n. 1891 - Roma, † 1977)
- Arrigo Protti, militare italiano (Trieste, n. 1898 - Mildab, † 1936)

## Musicisti(1)
- Arrigo Barnabé, musicista, cantante e attore brasiliano (Londrina, n. 1951)

## Nobili(1)
- Arrigo della Rocca, nobile italiano (n. 1340 - † 1401)

## Notai(1)
- Arrigo Simintendi, notaio, letterato e traduttore italiano (Prato)

## Parolieri(1)
- Arrigo Giacomo Camosso, paroliere italiano (Caluso, n. 1908 - Torino, † 1987)

## Partigiani(3)
- Arrigo Boldrini, partigiano e politico italiano (Ravenna, n. 1915 - Ravenna, † 2008)
- Arrigo Diodati, partigiano italiano (La Spezia, n. 1926 - Roma, † 2013)
- Arrigo Paladini, partigiano italiano (Roma, n. 1921 - Roma, † 1991)

## Pianisti(2)
- Arrigo Cappelletti, pianista, compositore e saggista italiano (Brunate, n. 1949)
- Arrigo Pedrollo, pianista, direttore d'orchestra e compositore italiano (Montebello Vicentino, n. 1878 - Vicenza, † 1964)

## Pittori(4)
- Arrigo Del Rigo, pittore e disegnatore italiano (Prato, n. 1908 - Prato, † 1932)
- Arrigo Dreoni, pittore italiano (Borgo San Lorenzo, n. 1911 - † 1987)
- Arrigo Renato Marzola, pittore italiano (Ostellato, n. 1889 - Garbagnate Milanese, † 1965)
- Arrigo Musti, pittore italiano (Palermo, n. 1969)

## Poeti(3)
- Arrigo da Settimello, poeta italiano
- Arrigo Baldonasco, poeta italiano (Firenze)
- Arrigo Testa, poeta italiano (Lentini)

## Politici(3)
- Arrigo Cervetto, politico italiano (Buenos Aires, n. 1927 - Savona, † 1995)
- Arrigo Morandi, politico e partigiano italiano (Modena, n. 1927 - Modena, † 2002)
- Arrigo Paganelli, politico e dirigente sportivo italiano (Firenze, n. 1899 - † 1980)

## Presbiteri(1)
- Arrigo Beccari, presbitero e educatore italiano (Castelnuovo Rangone, n. 1909 - Nonantola, † 2005)

## Produttori cinematografici(1)
- Arrigo Colombo, produttore cinematografico italiano (n. 1916 - Roma, † 1998)

## Scenografi(2)
- Arrigo Breschi, scenografo italiano
- Arrigo Equini, scenografo italiano

## Scrittori(2)
- Arrigo Bugiani, scrittore, poeta e editore italiano (Grosseto, n. 1897 - Figline Valdarno, † 1994)
- Arrigo Fugassa, scrittore italiano (Alassio, n. 1896 - Livorno, † 1940)

## Scultori(3)
- Arrigo Armieri, scultore italiano (Bologna, n. 1931 - Bologna, † 2021)
- Arrigo da Campione, scultore e architetto italiano (Campione d'Italia, n. 1220)
- Arrigo Minerbi, scultore italiano (Ferrara, n. 1881 - Padova, † 1960)

## Storici(1)
- Arrigo Solmi, storico e giurista italiano (Finale Emilia, n. 1873 - Roma, † 1944)

## Storici della filosofia(1)
- Arrigo Pacchi, storico della filosofia italiano (Milano, n. 1933 - Milano, † 1989)

## Tenori(1)
- Arrigo Pola, tenore italiano (Finale Emilia, n. 1919 - Modena, † 1999)

## Terroristi(1)
- Arrigo Cavallina, ex terrorista italiano (Verona, n. 1945)

## Violinisti(2)
- Arrigo Pelliccia, violinista e violista italiano (Viareggio, n. 1912 - Roma, † 1987)
- Arrigo Serato, violinista italiano (Bologna, n. 1877 - Roma, † 1948)